# Noorder Hoeksmeersterpolder
De Noorder Hoeksmeersterpolder is een voormalig waterschap in de provincie Groningen.
Het schap is in 1868 als gevolg van de aanleg van het Eemskanaal waarbij de Hoeksmeersterpolder in tweeën werd gesplitst. De noordoostgrens lag zo'n 500 m westelijk van de Wirdumerweg, de zuidoostgrens werd gevormd door de linker kade van het Eemkanaal, de zuidwestelijke grens volgt de Kollerijweg bij Woltersum, de Medenweg bij Bloemhof en heeft verder een wat grillig verloop.
De afwatering geschiedde via twee dicht bij elkaar staande molens op de Oude Wijmers. Een van deze molens is de nog bestaande molen de Meervogel.
Binnen het schap lagen twee kleine polders (onderbemalingen), de Dijkema's polder en de Noordelijke Dijkema's polder. Waterstaatkundig gezien ligt het gebied sinds 2000 binnen dat van het waterschap Noorderzijlvest.

## Naam
De polder is genoemd naar het Hoeksmeer, dat middenin de polder ligt.